# Филлер, Сильвия
Сильвия Филлер (исп. Silvia Filler, 1953 — 6 декабря 1971) — аргентинская студентка архитектурного факультета Университета Мар-дель-Плата, убитая членами ультраправого «эскадрона смерти» за руководство студенческим движением.